# Молодая японка (Ван Гог)
«Молодая японка» (фр. La Mousmé) — картина Ван Гога, написанная в 1888 году в Арле, который художник называл «Японией юга». Картина находится в Национальной галерее искусства в Вашингтоне (США).

## История
Ван Гогу было около 35 лет, когда он переехал в Арль на юге Франции. Там он был на пике своей карьеры, создав несколько лучших своих работ. Полотна, написанные в Арле, представляли различные аспекты повседневной жизни, такие как «Урожай в Ла-Кро» и «Молодая японка». В это время был создан его один из самых узнаваемых циклов картин «Подсолнухи». Он постоянно работал, чтобы идти в ногу со своими творческими идеями. Вероятно, это был один из самых счастливых периодов его жизни. Он был уверен, ясен и, по-видимому, доволен.
В письме своему брату Тео он написал: «Живопись, как она есть, обещает стать более тонкой — больше похожей на музыку и меньше похожей на скульптуру — и, прежде всего, она обещает цвет». В качестве объяснения Ван Гог добавляет, что быть подобным музыке означает быть утешительным.
В течение менее чем 444 дней Ван Гог создал на юге Франции около сотни рисунков и создал более 200 полотен. Тем не менее, он находил время и силы, чтобы написать более 200 писем. В то время как он рисовал быстро, памятуя о том, как фермерам приходится работать под палящим солнцем, он проводил время, размышляя о своих картинах, прежде чем положить мазок на холст.

## Описание
Вдохновлённый романом Пьера Лоти «Госпожа Хризантема» и японскими произведениями искусства, Ван Гог нарисовал хорошо одетую японскую девушку, «ля мусме». Он написал в письме своему брату: «Мне потребовалась целая неделя… но я должен был собрать энергию своего ума, чтобы мусме получилась хорошо. Мусме — японская девушка, в данном случае провансальская, от двенадцати до четырнадцати лет…».

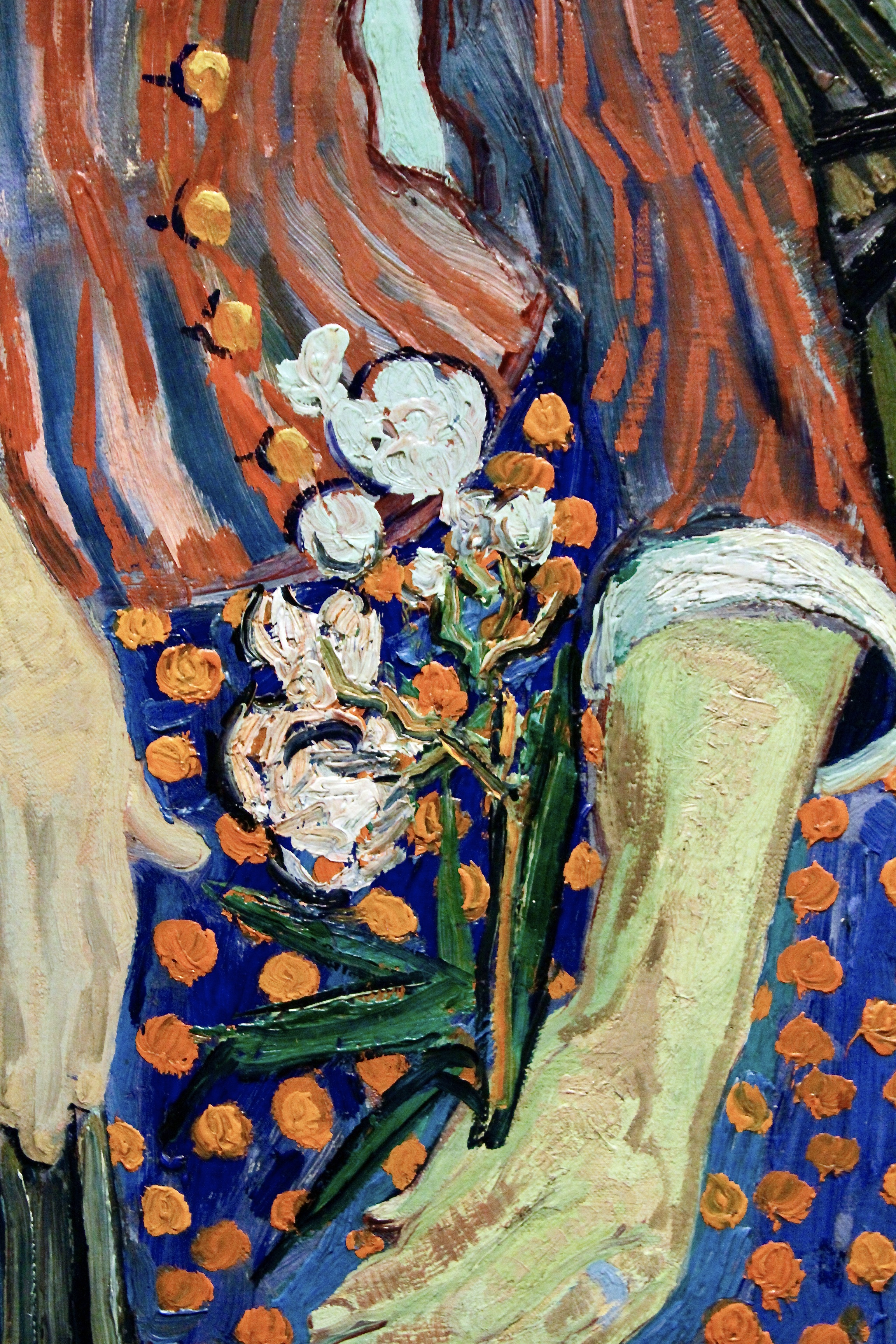
Detail with Oleander

Использованные художником цвета символичны. Взгляд привлекается использованием ограниченного набора красок, которые вносят энергию и интенсивность в полотно. Дополнительные оттенки синего и оранжевого, стилистическое отклонение от цветов картин импрессионистов, которые он впитал во время своего пребывания в Париже, выделяются на фоне весеннего бледно-зелёного цвета на заднем плане. Наряд девушки — это сочетание современного и традиционного. Её наряд, безусловно, современный. Яркие цвета юбки и пиджака южного региона Франции Арля. Наибольшее внимание ван Гога сосредоточено на лице девушки: он придал ей цвет девушки из Арля, но с японскими чертами. Её состояние подчёркивает ветка олеандра. Цветущий олеандр, как и девушка, находится в расцвете жизни.
Ван Гог сказал о своих портретных исследованиях, таких как «Молодая японка», что это «единственное в живописи, что волнует меня до глубины души и что заставляет меня чувствовать бесконечность более, чем что-либо иное».
В руке девушка держит ветвь олеандра, который Ван Гог упоминает в нескольких своих описаниях картины. Значение цветка в данном случае не совсем понятно. Возможно, изобразив соцветие с бутонами, распустившимися и увядшими цветками, художник указывает на цикличность жизни. 